# Кртовце
Кртовце (слч. Krtovce) насељено је мјесто са административним статусом сеоске општине (слч. obec) у округу Топољчани, у Њитранском крају, Словачка Република.

## Становништво
| Година:    | 1994. | 2004.   | 2014.   | 2024.   |
| ---------- | ----- | ------- | ------- | ------- |
| Број људи: | 296   | 320     | 316     | 288     |
| Разлика:   |       | +8,10 % | -1,25 % | -8,86 % |

| Година:    | 2023. | 2024.   |
| ---------- | ----- | ------- |
| Број људи: | 287   | 288     |
| Разлика:   |       | +0,34 % |

Према подацима о броју становника из 2011. године насеље је имало 303 становника.